# Kczewo (powiat słupski)
Kczewo (kaszb. Jeksowò, niem. Egsow) – wieś w Polsce położona w województwie pomorskim, w powiecie słupskim, w gminie Kobylnica.
W latach 1975–1998 miejscowość należała administracyjnie do województwa słupskiego.
Według danych z 1 stycznia 2011 Kczewo liczyło 153 mieszkańców.

## Nazwa
Nazwa miejscowości ma pochodzenie słowiańskie i charakter dzierżawczy. Powstała przez dodanie do nazwy osobowej Jeksa (= Jaksa – Jakub) formantu -owo. Niemiecka nazwa Egsow jest adaptacją fonetyczną pierwotnej nazwy słowiańskiej. Polska nazwa Kczewo w miejsce oczekiwanej *Jeksowo jest wynikiem błędnej rekonstrukcji Stanisława Kozierowskiego.
Rada Języka Kaszubskiego proponuje opartą na polskiej kaszubską formę nazwy Kczewò.